# Juan Antonio Suanzes
Juan Antonio Suanzes Fernández, I marqués de Suanzes (Ferrol, 20 de mayo de 1891 - Madrid, 6 de diciembre de 1977), fue un militar y político español. Ejerció como ministro de Industria y Comercio, en dos ocasiones (1938-1939) y (1945-1951) y fue el primer presidente del Instituto Nacional de Industria (INI), desde su fundación en 1941 hasta 1963.
Desempeñó también los cargos de general inspector de ingenieros navales de la Armada y presidente del Patronato «Juan de la Cierva» del Consejo Superior de Investigaciones Científicas.

## Biografía

### Carrera en la Armada
Nacido en el Ferrol en el seno de una familia muy vinculada a la Armada española, con una amplia presencia en la misma. Su padre además de militar regentaba una academia de preparación para el acceso a la Academia de Marina, a la que asistió como alumno Francisco Franco, al que Suanzes conocía desde niño.
A los doce años ingresó en la Escuela Naval. Formaron parte de su promoción de academia Alfredo y Luis Guijarro, José Crespo y Nicolás Franco Bahamonde, hermano mayor de Francisco Franco. Tres años después ascendió a guardiamarina y fue destinado al buque guardacostas Numancia. Posteriormente fue asignado al acorazado Pelayo. En 1917 se graduó de ingeniero naval en la recién abierta Academia de Ingenieros de la Armada. Poco después contrajo matrimonio y en 1921 fue nombrado teniente coronel del Cuerpo de Ingenieros de la Armada.
En 1922, dejó el servicio activo en la Armada y comenzó a trabajar en La Naval, creada en 1908, dentro de los planes de construcción naval impulsados desde el gobierno (1908, 1925, 1926). Fue nombrado director del astillero de La Naval en Cartagena y en 1926, pasó a dirigir la factoría de Ferrol hasta 1932, en que pasó a las oficinas centrales en Madrid.
En 1934, abandonó esta empresa, según sus propias palabras, por su rechazo a lo que consideraba “una intolerable injerencia inglesa", refiriéndose a la compañía inglesa Vickers, una de las propietarias de la SECN. En 1908, el diseño de los barcos y el 80% de las piezas y materiales procedían del exterior. A Suanzes le preocupaba que La Naval dependiese en gran medida del aporte extranjero, concretamente de la compañía inglesa Vickers. En los años treinta, solo el 5% de las piezas de los barcos procedían del extranjero, y La Naval había entrado en competencia abierta con los astilleros ingleses. 
Suanzes, pasó entonces a ser director general de la empresa de ascensores Boetticher y Navarro, hasta el inicio de la Guerra Civil. Frente a la huelga de junio de 1936, optó por el cierre patronal, entonces prohibido, por lo que fue detenido por la Dirección General de Seguridad.[cita requerida]

### La Guerra Civil
La sublevación que dio inicio a la guerra civil, sorprendió a Suanzes en Madrid donde se refugió en la legación polaca. Tras huir de la zona republicana, entró en la zona sublevada por Irún y se integró en el ejército franquista. El 2 de febrero de 1938 fue nombrado ministro de Industria y Comercio en el primer gobierno de Franco. Intentó organizar la producción, reconstrucción y abastecimiento hasta su cese el 11 de agosto de 1939. En 1939 y 1940, como ingeniero naval, organizó el rescate de gran parte de la flota militar española.

### Los años del proteccionismo, el Instituto Nacional de Industria
En 1941 fue nombrado director del recién creado Instituto Nacional de Industria (INI), permaneciendo en este cargo hasta 1961. Su preocupación fue la soberanía económica de España. El principio del INI es fomentar la industria en sectores no desarrollados por la iniciativa privada o de carácter estratégico. Dadas las carestías de petróleo, Suanzes promovió un proyecto de destilación de pizarras bituminosas para producir combustible sintético, pero este no se concretó hasta 1950. Se encargó de desarrollar la marina mercante, la producción de aluminio, de energía eléctrica y de carbón, de automóviles. Siguiendo su rumbo de soberanía económica, se preocupó por rescatar el sector de telecomunicaciones de la propiedad de la compañía norteamericana ITT, a la que en 1924 fue concedida el monopolio de teléfonos. Aunque anterior a la creación del INI, también es artífice de la creación de la compañía aérea Iberia (1940). Cabe señalar que entonces, la parte del capital extranjero en las empresas del INI no podía superar el 24%. Desde su puesto de presidente, Suanzes encargó a Wifredo Ricart la creación de ENASA, cuna de la marca de camiones y automóviles Pegaso. Del INI también surgieron SEAT, ENDESA, ENSIDESA, REPESA y ENCASO, entre muchas otras. En 1945 Franco le nombró de nuevo ministro de Industria, cargo que conservó hasta la remodelación gubernamental de 1951.
En 1960, Franco le otorgó el marquesado de Suanzes creado el 1 de septiembre de ese año. Este título fue suprimido en 2022 de acuerdo con la Ley de Memoria Democrática.Desde el 30 de julio de 1955 la Escuela de Maestría Industrial de Avilés llevó su nombre, a modo de reconocimiento por la labor industrializadora del concejo asturiano llevada a cabo desde el Instituto Nacional de Industria bajo su presidencia.
En 1961 presentó su dimisión, que fue aceptada por Franco. Anteriormente la había presentado ya en ocho ocasiones. En ese momento la situación había cambiado. El ministro de Industria Gregorio López Bravo era un firme partidario de la iniciativa privada frente a Suances y la aprobación del plan de Estabilización de 1959 y la elaboración del primer plan de desarrollo significaban un progresivo abandono de la política industrial intervencionista que había propugnado Suances hasta entonces. Parece confirmado que a Franco le disgustó la carta de dimisión de Suances, quien no volvió a comunicarse con Franco.
Fue miembro de la Asociación de Ingenieros y Arquitectos Navales de Nueva York, de la Institución de Arquitectos Navales de Londres y de la Asociación de Técnica Naval y Aeronáutica de París. Recibió la Medalla de Oro al Mérito en el Trabajo y la Gran Cruz de Alfonso X el Sabio.